# اسلام و انقلاب
اسلام و انقلاب یک کتاب دوجلدی اثر سید روح‌الله خمینی است. این کتاب حاوی مجموعه‌ای از سخنرانی‌ها و نوشته‌های او است و توسط حامد الگار گردآوری شده‌است.

## جلد اول
جلد اول مربوط به سالهای ۱۹۴۱ تا ۱۹۸۰ است و توسط حامد الگار از فارسی به انگلیسی تألیف و ترجمه شده‌است. صفحات ۲۵ تا ۱۶۶ به ولایت فقیه اختصاص داده شده‌است (حکومت اسلامی: ولایت فقیه). این جلد همچنین حاوی سخنرانی‌ها و اعلامیه‌های اوست است.
او در این ادعا می‌کند که قانون اساسی ایران توسط بلژیک، فرانسه، و بریتانیا دست‌کاری شده‌است تا مردم را فریب دهد و از اسلم دور نگه دارد. وی همچنین ادعا می‌کند که اسلام می‌تواند تمام نیازهای جوامع بشری اعم از اقتصادی، حقوقی و سیاسی را برطرف کند.

## جلد دوم
جلد دوم حاوی نوشته‌های او از سال ۱۹۸۰ تا زمان مرگ وی در سال ۱۹۸۹ است.